# Leigh Griffiths
Leigh Griffiths (Leith, Edinburgh, 20 augustus 1990) is een Schotse voetballer die doorgaans als aanvaller speelt. Hij verruilde Wolverhampton Wanderers in januari 2014 voor Celtic. Griffiths debuteerde in 2012 in het Schots nationaal voetbalelftal.
Griffiths debuteerde als zestienjarige in het eerste elftal van Livingston, in de tweede divisie van Schotland.

## Interlandcarrière
Griffiths maakte op 14 november 2012 zijn debuut in het Schots voetbalelftal, toen hij in de 70ste minuut inviel voor Andrew Shinnie in een oefeninterland tegen Luxemburg (1-2). Andere debutanten in dat duel onder leiding van de Schotse interim-bondscoach Billy Stark waren Murray Davidson, Andrew Shinnie en Liam Kelly.

## Erelijst
Celtic FC
- Landskampioen

2013/14, 2014/15
1 Schmeichel ·
2 Johnston ·
3 Taylor ·
5 Scales ·
6 Trusty ·
7 Palma ·
8 Furuhashi ·
9 Idah ·
10 Kühn ·
12 Sinisalo ·
13 Yang ·
14 McCowan ·
15 Holm ·
17 Nawrocki ·
20 Carter-Vickers ·
27 Engels ·
28 Bernardo ·
29 Bain ·
38 Maeda ·
41 Hatate ·
42 McGregor  ·
49 Forrest ·
56 Ralston ·
57 Welsh ·
Coach: Rodgers